# روهیت شتی
روهیت شتی (انگلیسی: Rohit Shetty؛ زادهٔ ۱۴ مارس ۱۹۷۴) یک کارگردان اهل هند است. وی از سال ۱۹۹۴ میلادی تاکنون مشغول فعالیت بوده‌است.

## آثار کارگردانی
- زمین (۲۰۰۳)
- هرج و مرج: سرگرمی نامحدود (۲۰۰۶)
- هرج و مرج برمی‌گردد (۲۰۰۸)
- یکشنبه (۲۰۰۸)
- همه بهترین‌ها (۲۰۰۹)
- هرج و مرج ۳ (۲۰۱۰)
- سینگهام (۲۰۱۱)
- قطار چنای (۲۰۱۳)
- سینگهام ۲ (۲۰۱۴)
- دلداده (۲۰۱۵)
- هرج و مرج دوباره (۲۰۱۷)
- سیمبا (۲۰۱۸)
- سوریاوانشی (۲۰۲۱)
- سیرک (۲۰۲۲)
- سینگهام ۳ (۲۰۲۴)